# Pollenia nigripes
Pollenia nigripes este o specie de muște din genul Pollenia, familia Calliphoridae, descrisă de Malloch în anul 1930. Conform Catalogue of Life specia Pollenia nigripes nu are subspecii cunoscute.